# Brussels Open
A Brussels Open minden év májusában, a Roland Garros előtti héten megrendezett női tenisztorna Belgium fővárosában, Brüsszelben.
A torna Premier kategóriájú, összdíjazása 637 ezer dollár. A győztes 107 ezer dollárt és 470 ranglistapontot kap. Az egyéni főtáblán harmincan vehetnek részt, az első két kiemeltnek nem kell pályára lépnie az első körben. 
A mérkőzéseket salakon, szabad téren játsszák. Az első tornát 2011-ben rendezték meg, amelyen egyéniben a dán Caroline Wozniacki győzött. 2014-ben először visszaminősítették a tornát International kategóriára, majd törölték a versenynaptárból.

## Győztesek

### Egyéni
| Év   | Győztes             | Ellenfél a döntőben | Eredmény a döntőben |
| ---- | ------------------- | ------------------- | ------------------- |
| 2013 | Kaia Kanepi         | Peng Suaj           | 6–2, 7–5            |
| 2012 | Agnieszka Radwańska | Simona Halep        | 7–5, 6–0            |
| 2011 | Caroline Wozniacki  | Peng Suaj           | 2–6, 6–3, 6–3       |

### Páros
| Év   | Győztesek                             | Ellenfelek a döntőben         | Eredmény a döntőben |
| ---- | ------------------------------------- | ----------------------------- | ------------------- |
| 2013 | Anna-Lena Grönefeld Květa Peschke     | Gabriela Dabrowski Sahar Peér | 3–6, 6–0, [10–5]    |
| 2012 | Bethanie Mattek-Sands Szánija Mirza   | Alicja Rosolska Cseng Csie    | 6–3, 6–2            |
| 2011 | Andrea Hlaváčková Galina Voszkobojeva | Klaudia Jans Alicja Rosolska  | 3–6, 6–0, [10–5]    |